# مسلم‌آباد، پاکستان
مسلم‌آباد (به انگلیسی: Muslimabad) یک منطقهٔ مسکونی در پاکستان است که در ناحیه ابوت‌آباد واقع شده‌است.